# Zorzines candida
Zorzines candida är en fjärilsart som beskrevs av Inoue 1989. Zorzines candida ingår i släktet Zorzines och familjen nattflyn. Inga underarter finns listade i Catalogue of Life.